# Ішмухаметовська сільська рада
Ішмухаме́товська сільська рада (рос. Ишбердинский сельский совет) — муніципальне утворення у складі Баймацького району Башкортостану, Росія. Адміністративний центр — село Ішмухаметово.

## Населення
Населення — 1095 осіб (2019, 1166 в 2010, 1308 в 2002).

## Склад
До складу поселення входять такі населені пункти:
| Населений пункт        | Населення, осіб (2002) | Населення, осіб (2010) |
| ---------------------- | ---------------------- | ---------------------- |
| Баїшево, присілок      | 581                    | 505                    |
| Бахтігареєво, присілок | 11                     | 5                      |
| Ішмухаметово, село     | 562                    | 526                    |
| Янгазіно, присілок     | 154                    | 130                    |